# Altopiano di Jugurtha
L'Altopiano di Jugurtha (in arabo مائدة يوغرطة‎?; in francese: Table de Jugurtha) è un rilievo montuoso che si trova nel nord-ovest della Tunisia, nel territorio del comune di Kalaat Senan, nel Governatorato del Kef, a pochi chilometri dal confine con l'Algeria. Prende il nome dall'antico sovrano dei numidi Giugurta.

## Caratteristiche

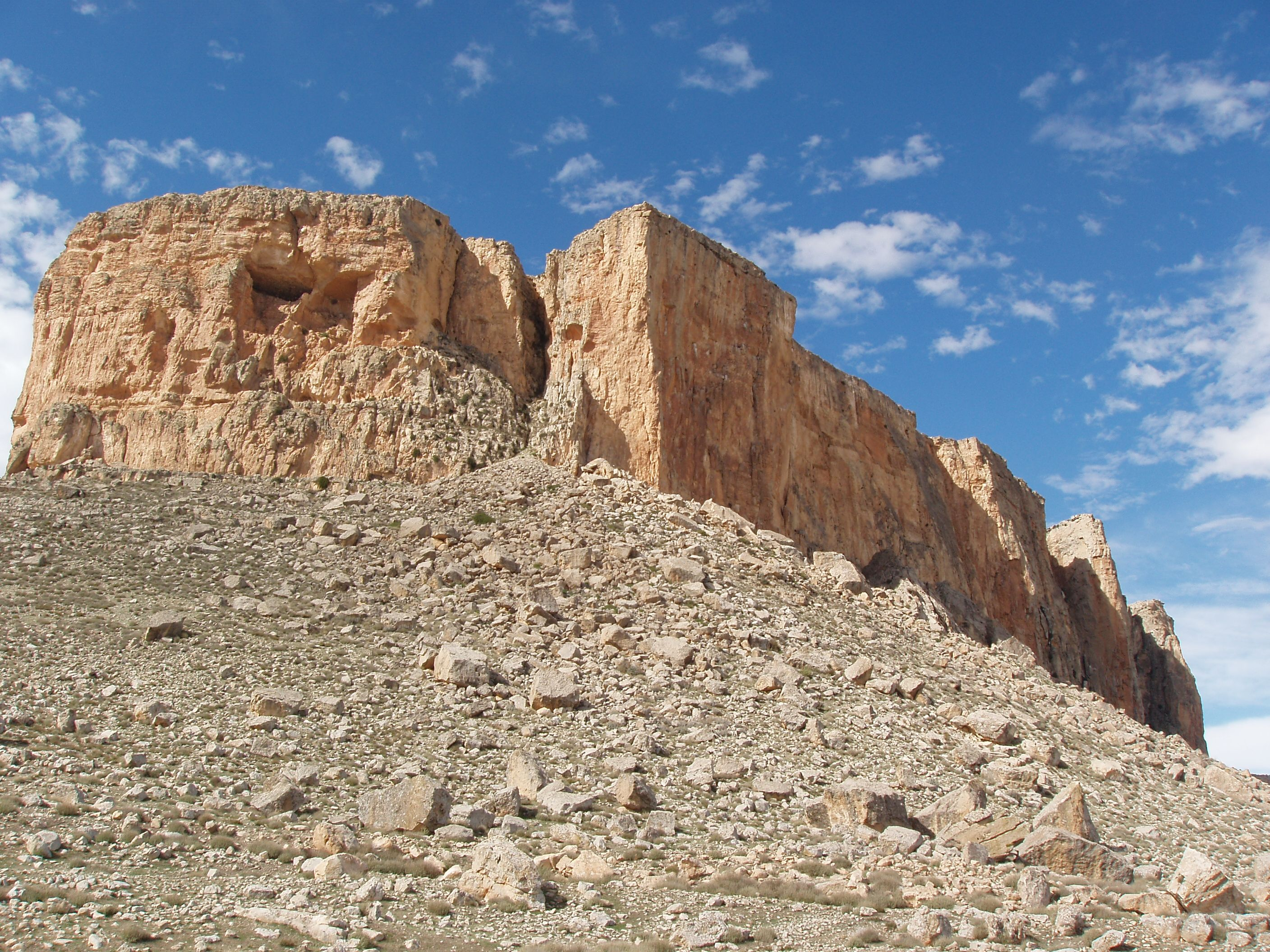
Particolare delle falesie

Si tratta di una mesa che si eleva di circa 600 metri rispetto alla pianura circostante, raggiunge un'altitudine massima di 1217 metri sul livello del mare, misura 500 per 1500 metri e occupa pertanto una superficie di circa 80 ettari. L'altopiano domina le pianure alluvionali che costituivano il centro nevralgico della Numidia storica.  Ai suoi piedi si estende una valle molto popolata, vasta diversi chilometri da entrambi i lati.
Vi si accede solo da nord grazie a una scarpata che ne riduce di metà la pendenza. A partire da lì per arrivare alla vetta si utilizza una scalinata di 136 gradini, difesa da una torre. La mesa vera e propria è detta menaa (rifugio).
Sull’altopiano si trova una moschea dedicata a Sidi Abdel Daoued, che ospita la sepoltura di Brahim Bou Aziz, antico  caïd della tribù Hanencha. Poco distante, delle cisterne scavate nella roccia calcarea, fra i tre e i quattro metri di larghezza, assicurano da secoli l’approvvigionamento d’acqua degli abitanti della zona.

## Storia
Il sito presenta ancora tracce di occupazione umana di epoche diverse, principalmente medievali. La regione è divenuta importante a livello economico per via del sottosuolo ricco di minerali (soprattutto ferro) e agricolo per via del suolo fertile. Gli autori antichi (Pomponio Mela, Plinio il vecchio, Strabone) parlano nelle loro opere  di questa zona di transizione nel centro della Numidia, che separa le tribù nomadi del Sud dalle popolazioni sedentarie del Tell. Sallustio ne parla come teatro di alcune importanti battaglie nella guerra che oppose il console romano Mario a re Giugurta.
È nel Medioevo che le attività delle popolazioni locali e non si intensificano nella regione, sia commercialmente che militarmente. Nel 533, la vicina pianura di Bulla servì così da rifugio per l'ultimo re vandalo Gelimero, braccato dai bizantini. Tre anni dopo, l'odierna Le Kef fu utilizzata come punto di raccolta per l'esercito ribelle del romeo Stotzas, che si oppose al patrizio Salomone. Nel 686, ancora una volta, le tribù berbere trovarono rifugio nella vicina pianura di Mermagenna dopo la morte del re Kusayla.
I geografi arabi chiamarono questo luogo "Majjena", probabilmente deformando l'antico toponimo bizantino "Bayana". Durante il X e l'XI secolo, la pianura rivisse un periodo di pace e fu popolata dapprima dai Fatimidi e poi per gli Ziridi. Nel 1283, l'emiro hafside di Béjaïa, Abû Faris, fu ucciso alle pendici della formazione geologica dall'usurpatore Ibn Abi-Umara, mentre i sopravvissuti alla schermaglia si rifugiarono sull'altopiano. Nel 1352, l'emiro hafside Abû Ishâq Ibrâhîm al-Mustansir si scontrò con un gruppo di ribelli nella regione uscendone sconfitto e dovette cedere il potere al fratello Yahyā.
Nel 1644, Hammuda Pascià Bey, secondo Bey di Tunisi della dinastia Muradite prevalse sullo sceicco degli Hanencha, il quale aveva allestito un accampamento sull'altopiano. Nel 1694, al-Turki, sospettato di aver tradito i Muradidi, si rifugiò sull'altopiano prima di diventare comandante dell'Eyalet di Tunisi. Nello stesso anno gli algerini invasero la Tunisia.
Nel XVIII secolo, Jugurtha divenne il quartier generale del brigante Senane, da cui il nome dell'attuale città di Kalaat Senan (forte di Senan), situata al confine tra l'Algeria e la Tunisia.
Il nome Altopiano di Jugurtha risale al periodo della colonizzazione francese. Nel 1901, i francesi crearono una miniera, ora abbandonata.

## Richiesta per l'inserimento del sito sulla lista del patrimonio UNESCO
Nell'agosto del 2017, il Ministero tunisino della Cultura inizia la procedura per l'iscrizione dell'altopiano sulla lista del patrimonio mondiale dell'UNESCO, e la candidatura è presentata ufficialmente nel mese di settembre a Parigi dal ministro Mohamed Zine El Abidine.
È stato altresì annunciato il piano di apertura di un museo dedicato al sito all'interno dell'ex palazzo presidenziale di Habib Bourguiba.

## Galleria d'immagini

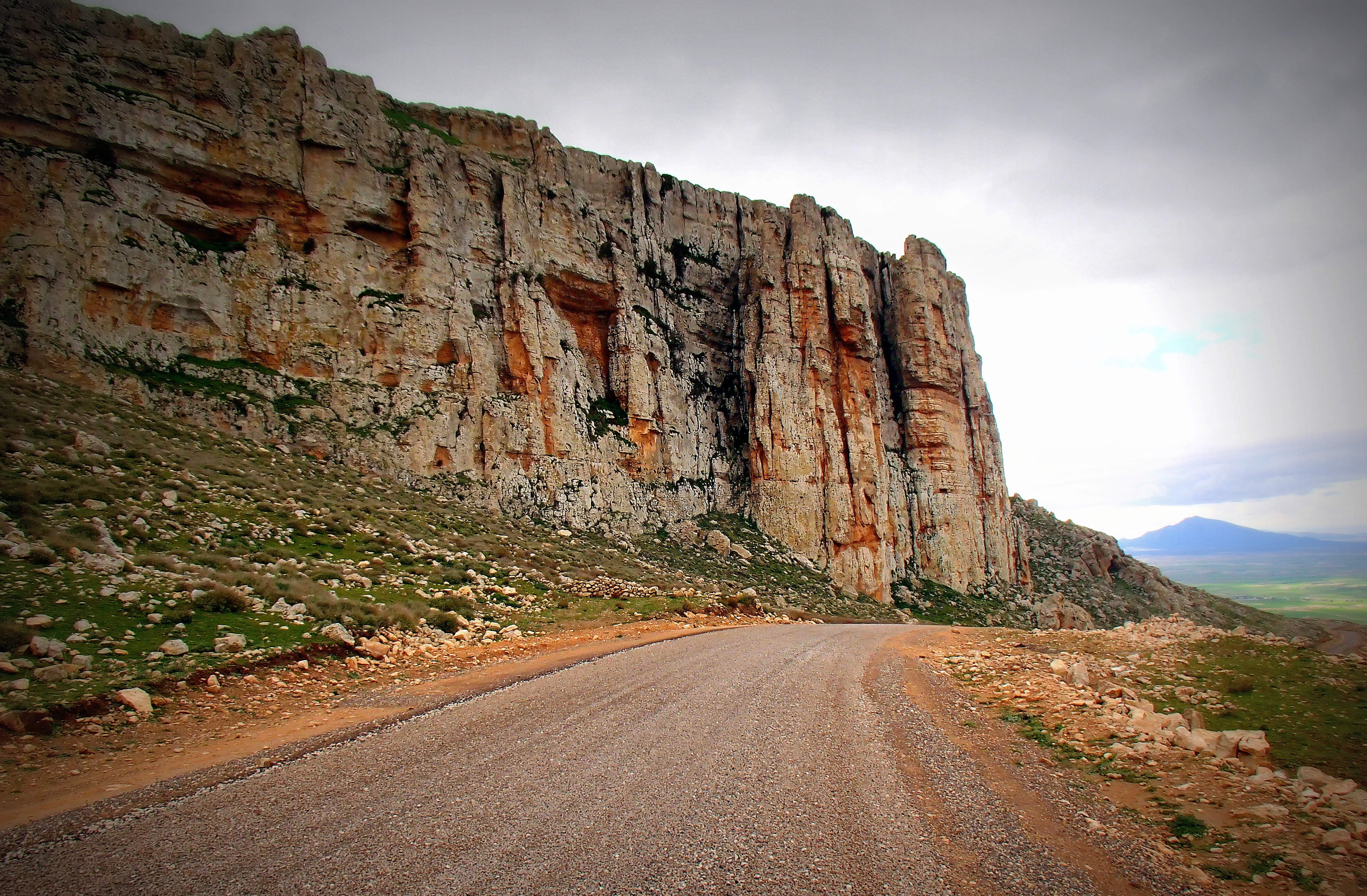
Vista laterale
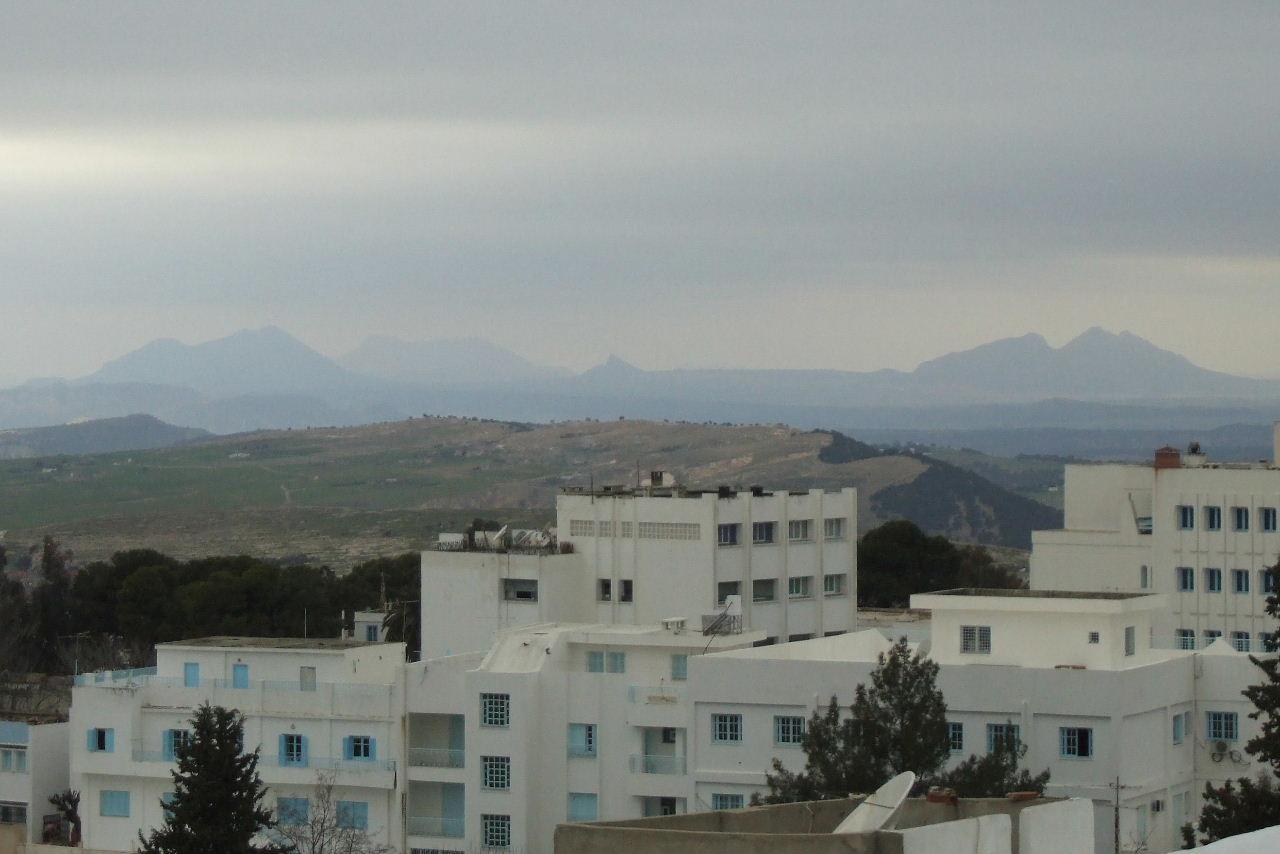
Vista dai dintorni di El Kef
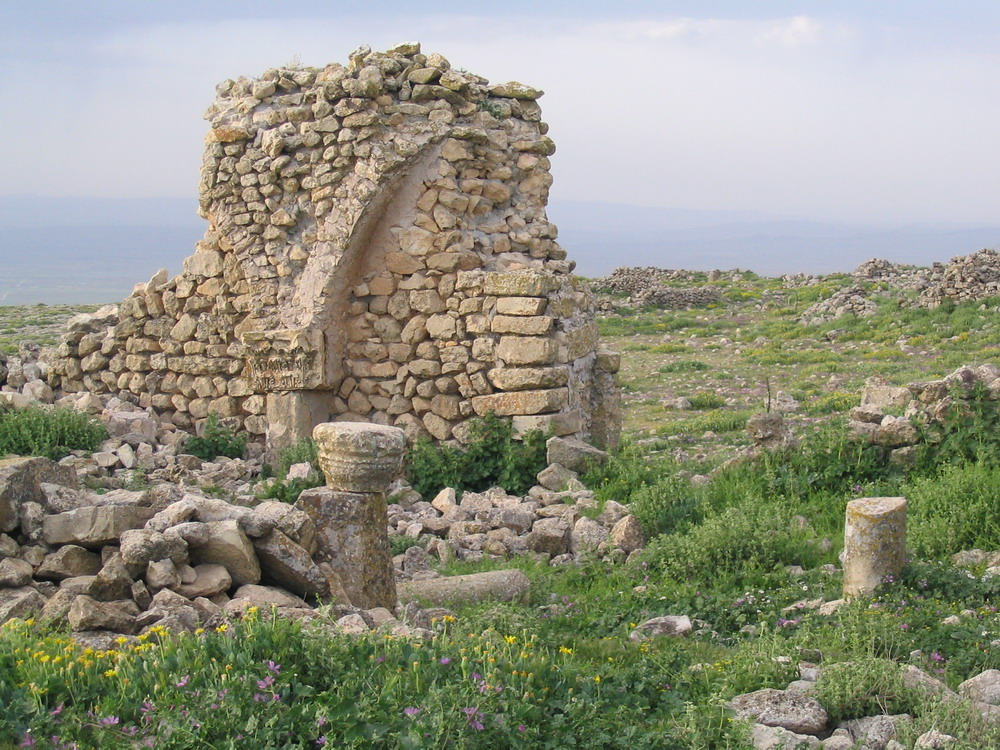
Antiche rovine
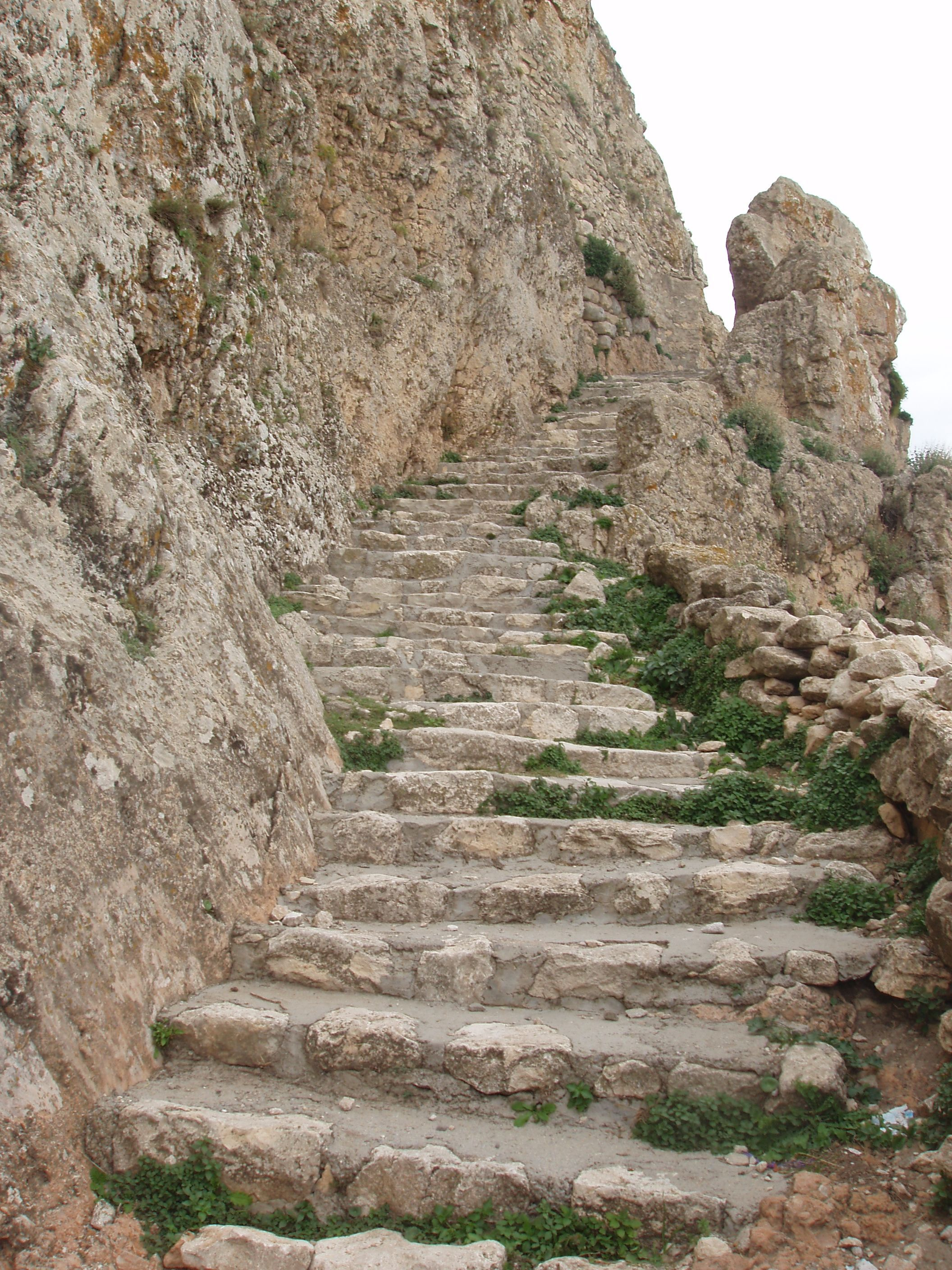
La scala di accesso alla vetta
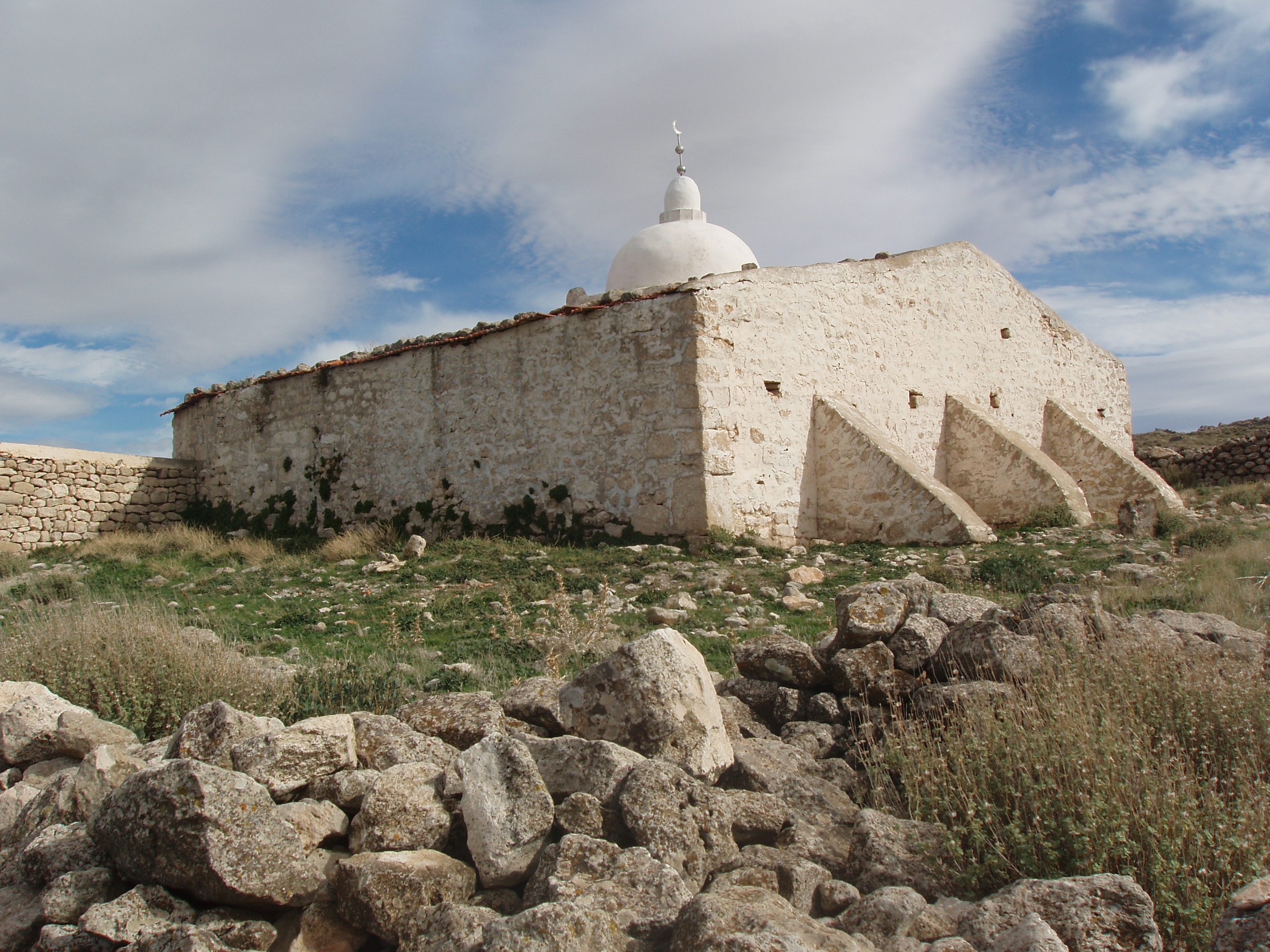
Moschea di Sidi Abdel Daoued